# Zajíc bělák (protipartyzánská operace)
Zajíc bělák (německy Operation Schneehase, rusky Операция Заяц-беляк) byla kárná (trestná) protipartyzánská operace prováděná na severní části okupovaného území Běloruska ve Vitebské oblasti v okolí měst Verchňadzvinsk, Asveja, Polock, Rasony (bělorusky Расоны) probíhající od 28. ledna 1943 do 12. února 1943. Na tuto operaci navazovala operace Zimní kouzlo.

## Výchozí podmínky a cíle operace
Po obsazení Běloruska německými silami se od roku 1941 v oblasti zformovalo silné partyzánské hnutí. V říjnu 1942 partyzáni vyhnali německé síly z oblasti okolo města Rasony (bělorusky Расоны) a byla vytvořena partyzánská oblast vymezená městy Verchňadzvinsk na západě, Rasony na východě, Zilupe na severu a Polockem na jihu. 
Cílem operace bylo eliminovat partyzány v oblasti, ale především zničit síť jejich podporovatelů, a omezit tak jejich operační možnosti. Německé velení došlo k přesvědčení, že bez podpory civilního obyvatelstva nemají partyzáni šanci na přežití, a proto se ve svých trestních operacích zaměřili především na civilisty. Jako prostředek k omezení činnosti partyzánů bylo plánováno vytvořit neutrální zónu bez obyvatel a osad. V této zóně měly být také zlikvidovány partyzánské základny a opevnění. Ze stanoveného cíle tak vyplývaly prostředky k realizaci, kterými bylo vypalování vesnic, odsun, či likvidace místních obyvatel. Dalším cílem bylo partyzány vyčerpávat neustálými útoky.
Koncem roku 1942 začalo německé týlové velení připravovat trestnou výpravu proti partyzánským brigádám. Německé velení se obávalo partyzánských sabotáží v týlu fronty, a proto vynaložilo úsilí k likvidaci partyzánského hnutí a sítě jejich podporovatelů. V polovině prosince 1942 na společném jednání SS Obergruppenführer Bach-Zelewski s velitelem skupiny armád Sever von Küchlerem vytvořili plán zničení partyzánů postupnými trestnými výpravami. První část tohoto plánu s krycím názvem Bílý zajíc počítala s rozdělením partyzánských sil na čtyři části a jejich zničením jedné po druhé. Provedením operace byl pověřem generálmajor Alfred Jacobi, velitel 201. bezpečnostní divize.
Velení partyzánských brigád získalo informace o nadcházející trestné výpravě díky zprávám o soustředění nepřátelských jednotek. Proto věnovalo pozornost zvýšení připravenosti a přípravě partyzánských útvarů na bojové operace v zimních podmínkách. Velení partyzánů plánovalo vytvořit stabilní obrannou linii, zachovat bojeschopnost partyzánských brigád a zabránit represivním silám v pronikání do zóny.

## Nasazené síly

### Německé okupační síly
Do operace byly zařazeny následující německé jednotky:
- 4 pluky 201. bezpečnostní divize[pozn. 1] (německy 201. Sicherungs-Division), velitel Alfred Jacobi,
- 281. ochranná divize (německy 281. Sicherungs-Division), velitel Bruno Scultetus,
- 391. polní výcviková divize,
- prapory 8. pluku 1. motorizované brigády SS (později se stal součástí 18. dobrovolnické divize tankových granátníků SS „Horst Wessel“), velitel Wilhelm Hartenstein,
- vzdušný průzkum a podpora,
- vojenské posádky měst Sebež, Idrica (rusky Идрица), Pustoški (rusky Пустошки) a Novochovansk (rusky Новохованск).

### Sovětské síly
Operací byly zasaženy následující partyzánské brigády, které byly rozděleny do dvou skupin Sever a Jih. 
Složení severní skupiny partyzánských sil:
- 1. kalininská partyzánská brigáda, velitel Fjodor Boldin (rusky Фёдор Болдин),
- 3. kalininská partyzánská brigáda, velitel Alexej Gavrilov (rusky Алексей Гаврилов),
- 5. kalininská partyzánská brigáda, velitel M. I. Karnaušenko (rusky М. И. Карнаушенко),
- tři oddíly Běšenkovičské (rusky Бешенковичская) partyzánské brigády Za sovětské Bělorusko, velitel P. M. Romanov (rusky Романов П. М.)
- lotyšští partyzáni, velitel Vilis Samsons.

Složení jižní skupiny partyzánských sil:
- 1. drissenská (rusky Дриссенская) partyzánská brigáda, velitel G. P. Gerasimov (rusky Герасимов Г. П.),
- oddíly Osevské partyzánské brigády M. V. Frunzeho, velitel I. K. Zacharov (rusky И. К. Захаров),
- Rasonská partyzánská brigáda J. V. Stalina, velitel Rodion Ochotin (rusky Родио́н Арте́мьевич Охо́тин),
- partyzánská brigáda Spartak, velitel A. N. Ponomarev (rusky А. Н. Пономарев)

V týlu německých sil operovala partyzánská brigáda Nepolapitelní, velitel M. S. Prudnikov (rusky М. С. Прудников) a jako operativní rezerva partyzánského velení Sirotinská (rusky Сиротинская) partyzánská brigáda, později přejmenovaná na brigádu S. M. Korotkina (rusky С. М. Короткина), velitel P. A. Chomčenko (rusky Хомченко П. А.). 
V zadním voji a na křídlech byly partyzánské brigády:
- 4. kalininská partyzánská brigáda, velitel V. M. Lisovskij (rusky В. М. Лисовский),
- 6. kalininská partyzánská brigáda, velitel V. G. Sjemin (rusky В. Г. Семин),
- 10. kalininská partyzánská brigáda, velitel major Nikolaj Varaksov (rusky Николай Вараксов),
- 11. kalininská partyzánská brigáda, velitel S. V. Grjebjenkin (rusky С. В. Гребенкин).

## Průběh operace
Již 27. ledna 1943 byly jednotky partyzánů uvedeny do bojové pohotovosti a zaujaly obranné postavení. Operace byla německými silami zahájena za podpory lehkých tanků, dělostřelectva a letectva 28. ledna 1943 z území kolem jezera Jazno (rusky Язно) s cílem zatlačit partyzány k železnici Polock – Idrica, kde je měla zničit ve vstřícném směru další skupina. Německé útvary záhy narazily na tvrdou obranu partyzánů, kteří disponovali dobrou výzbrojí včetně dělostřelectva. Boj na první linii obrany trval celkem čtyři dny. Německé vojenské síly měly převahu, a proto se partyzánské síly začaly stahovat i s ohledem na vyčerpání zásob munice. Stažení na novou linii bylo dokončeno 3. února 1943. Tři partyzánské oddíly zůstaly v týlu německé skupiny v oblasti vesnic Gorbačjevo (rusky Горбачево), Marinica-Vasiljok (rusky Мариница-Василёк) a Ukljejenka (rusky Уклеенка), kde narušovaly pohyb a soustředění německých trestných sil.
Německé síly 8. února 1943 obsadily vesnici Meževo (rusky Межево) a německé průzkumné jednotky pronikaly až k městu Rasony.
V dalších dnech se boje omezily na rychlé výpady, průzkum a přepady menších německých jednotek. Partyzánský velitel Ochotin (Rasonská partyzánská brigáda) nařídil vytvoření úderných oddílů o 10 – 15 lidech. Jejich úkolem bylo neustálými přepady zejména v noci nepřítele vyčerpat. Mezitím ostatní brigády vytvořily novou obrannou linii a zaminovaly přístupové cesty. Popis takového výpadu je uveden v následující ukázce:
| „                                               | Z lesa vyjel nepřátelský konvoj, více než třicet vozů. Bojarinova četa zahájila palbu ze zálohy. Koně převrátili saně a utíkali pryč. Němci padali zasaženi kulkami. Četa partyzánů se rychle stáhla z prostoru před příchodem větších německých sil. | “ |
| — sovětský partyzán popisuje přepad (únor 1943) | |   |

V noci z 9. na 10. února 1943 se konala porada velitelů partyzánských brigád a bylo rozhodnuto pro protiútok. Pro něj byla vytvořena dvě úderná uskupení severní a jižní s úkolem rozdělit německé síly na dvě části a zabránit jim v koordinaci akcí.
Dne 10. února 1943 byl postup německých jednotek zastaven. Spojené síly partyzánů zahájily protiofenzívu 11. února 1943 a protiútokem donutili německé oddíly k ústupu. Do 15. února 1943 partyzáni vytlačily nepřítele z oblasti v okolí města Rasony. Německé síly při ústupu zaminovaly přístupové cesty a vypálily vesnice na ústupové trase.

## Výsledky operace
S ohledem na sílu odporu partyzánských jednotek se operace nezdařila. V reakci na tyto úspěchy partyzánů německé síly zahájily operaci Zimní kouzlo. V operaci se samostatné nasazení čistě německých útvarů neosvědčilo, proto v rozsáhlejší operaci Zimní kouzlo byly nasazeny spolupracující útvary zejména lotyšské pomocné policie. Sovětské údaje uvádí ztráty německých sil na 760 zabitých a 425 raněných, tyto počty však nebylo možno ověřit z dalších pramenů. Partyzáni neutrpěli podle sovětských zdrojů žádné větší ztráty, ale podle německých zpráv bylo v prvních čtyřech měsících roku 1943 zabito příslušníky 201. bezpečnostní divize 2 737 banditů (partyzánů) a ztráty ve stavu německé jednotky byly 109 mužů.
Od 25. ledna 1943 do 16. února 1943 bylo v Rasonské oblasti vypáleno 260 budov, zavražděno 1 245 civilních osob, z toho 216 mužů včetně starců, 815 žen a 214 dětí. Vesnice Vaukovo (rusky Вауково), Bjelje (rusky Велле), Garjelaja Jama (rusky Гарелая Яма), Gujdy (rusky Гуйды), Niuje (rusky Ниуе), Pligavki (rusky Плигавки), Rožjenovo (rusky Роженово) byly vypleněny a zničeny i s jejich obyvateli.
Masové represálie proti běloruskému obyvatelstvu způsobily, že Běloruská SSR ztratila v průběhu okupace celkem třetinu svých obyvatel.